# Casa Memorială „Nicolae Titulescu”
Casa Memorială „Nicolae Titulescu” este un muzeu județean din Nicolae Titulescu. Între 1907 - 1941 această clădire a fost casa de vacanță a familiei Titulescu. Colecțiile cuprind obiecte personale, de costum și piese de birou, mobilier, fotografii, documente, corespondență referitoare la viața și activitatea diplomatului român Nicolae Titulescu (1882 - 1941). Din 24 februarie 2000 a devenit secție a Muzeului Județean Olt.
Clădirea este monument istoric, cod LMI OT-IV-m-A-09108.